# Zzap!
Zzap! era una rivista italiana mensile dedicata ai videogiochi per gli home computer a 8 bit, principalmente il Commodore 64, e meno frequentemente per le console, nata nel 1986 come edizione italiana della rivista inglese Zzap!64. Le scansioni di tutti i numeri della rivista sono state pubblicate su internet con l'autorizzazione di Xenia sul sito web del "Progetto Zzap! Italia".

## Storia
Zzap! nacque nel maggio 1986, presentandosi come edizione italiana del mensile Zzap!64, autorizzata dall'editore originale Newsfield Publications. Ne riprendeva il concetto di base e molti dei contenuti, ma a differenza della controparte inglese, fin dall'inizio era dedicata a tutti gli home computer e non solo al Commodore 64. Era realizzata inizialmente dallo Studio Vit, fino a quando l'editore decise di curare la rivista con il supporto della sola redazione interna, affidandola dal numero 23 (maggio 1988) alla direzione di Bonaventura Di Bello. Ci furono diversi altri cambi di redazione e di impaginazione.
La rivista iniziò con molte limitazioni dal punto di vista grafico; il vero salto di qualità ci fu dal n° 14 (luglio/agosto 1987), con l'introduzione in redazione del Macintosh e di un programma di desktop publishing, e con l'effettivo passaggio alla quadricromia integrale per tutte le pagine.
Probabilmente il periodo d'oro della rivista fu nel 1987-1989, quando anche la produzione di giochi per Commodore 64 e macchine analoghe era ai massimi livelli. Zzap! trattò anche i primi videogiochi per computer a 16 bit, finché l'editore non fondò la rivista The Games Machine (settembre 1988) a essi dedicata.
Dal n° 59 del settembre 1991, attraverso un cambio di ragione sociale, Zzap! passò dalle insegne della Edizioni Hobby a quelle della Xenia Edizioni.
Dal n° 60 dell'ottobre 1991, in seguito al fallimento di Newsfield Publications, il riferimento alla casa inglese scompare dal colophon, sancendo la totale indipendenza da Zzap!64.
Con il numero 73 di dicembre 1992 terminò la pubblicazione della rivista, in seguito a un declino dei prodotti per i computer a 8 bit in favore di quelli a 16 e 32, nonostante si fosse tentato di dare spazio anche alle console. I numeri successivi di Zzap!, dal 74 all'84 (gennaio-dicembre 1993), furono pubblicati come inserti di The Games Machine. Gli inserti erano spillati e composti da sole 16 e in seguito 8 pagine.
Al termine delle pubblicazioni, la rubrica demenziale intitolata "L'angolo di Bovabyte" (curata da Paolo Besser e Davide Corrado) passò a The Games Machine, dove fu pubblicata fino a dicembre 2014 per poi essere soppressa. Dopo la chiusura, Paolo Besser gestisce un blog che inizialmente riproponeva articoli di quella rubrica apparsi su entrambe le riviste, più articoli nuovi. La rubrica è tornata sulle pagine di The Games Machine a luglio 2018.
Dal 1996 al 1999 Zzap! diventò una rivista online, un sito di videogiochi per PC della Xenia, con una "copertina" diversa ogni mese e la rubrica della posta, che recensiva i videogiochi con lo stesso stile della versione cartacea (stesso stile delle recensioni, stesse voci per il giudizio finale, caricature dei redattori). Nel 2002 uscì uno speciale numero 85, dedicato ai sistemi a 8 bit, in formato PDF, realizzato non commercialmente su concessione della Xenia. Il numero 85 è stato successivamente stampato dall'Associazione Airons di Vigevano
A maggio 2021 sono riprese le pubblicazioni di una nuova Zzap! edita dall'Associazione Culturale Airons di Vigevano, un'organizzazione no-profit fondata da alcuni ex redattori. La rivista è stampata su carta, pubblicata aperiodicamente e distribuita per invio postale, prevalentemente ai tesserati. Si focalizza sul retrogaming, in particolare sui nuovi giochi per i sistemi classici a 8 e 16 bit, tuttora realizzati da appassionati e da piccole software house. Con il nuovo editore, Zzap! riprende il formato, lo stile e l'impaginazione dell'originale, nonché la vecchia numerazione a partire dal numero 86, accostandola a quella nuova.

## Contenuti
A differenza della rivista originale inglese, Zzap! dedicava ampio spazio, oltre che al Commodore 64, anche ad altri home computer come lo ZX Spectrum, i sistemi MSX, il Commodore 16/Plus4, in un secondo tempo anche l'Amstrad CPC, e più raramente gli Atari 8-bit e il Commodore 128, prendendo in esame il panorama videoludico dei computer a 8-bit più diffusi in Italia. Prima della fondazione di The Games Machine sono stati recensiti anche una ventina di giochi per Amiga e una ventina per Atari ST (computer a 16 bit). Nei primi numeri sono recensiti anche alcuni videogiochi arcade. Anche le console da gioco hanno trovato, successivamente, ampio spazio nelle recensioni di Zzap!, soprattutto Nintendo Entertainment System, Game Boy e PC Engine, fino a quando la Xenia Edizioni decise di inaugurare una rivista a loro interamente dedicata, Consolemania.
Talvolta vennero recensiti anche giochi amatoriali realizzati dai lettori con Shoot'Em-Up Construction Kit e inviati appositamente alla redazione. Negli ultimi numeri, nella rubrica Scout, si recensirono giochi amatoriali programmati anche con altri metodi.
Zzap! riprese da Zzap!64 britannica alcune caratteristiche innovative sul modo di recensire i videogiochi e sull'atteggiamento generale dei redattori. Questi non erano più semplici descrittori, ma gli veniva data maggiore personalità. Presso ogni recensione sono visibili i loro ritratti disegnati in bianco e nero, con le iniziali sulle magliette, e con espressioni facciali adeguate alla qualità del gioco. Ogni recensione comprende la descrizione generale e finestre dedicate ai rispettivi commenti personali di ciascun recensore, per concludere con la pagella. Questa comprende di solito le caratteristiche Presentazione, Grafica, Sonoro, Appetibilità e Longevità, e infine il giudizio Globale. Per ciascuna voce c'è un voto in percentuale e un breve commento testuale.
Importante era anche la rubrica della posta dei lettori. Era caratterizzata da personaggi ricorrenti, tra i quali MBF (Matteo Bittanti) che da lettore poi divenne redattore della rivista. Non mancavano gli spazi dedicati a soluzioni e trucchi. L'iniziale rubrica sui migliori punteggi dei giocatori scomparve presto, proprio perché l'esistenza dei trucchi rendeva difficile verificare l'onestà delle segnalazioni.

## Elenco dei numeri pubblicati
|      | Gen  | Feb    | Mar  | Apr  | Mag   | Giu  | Lug  | Ago   | Set | Ott  | Nov   | Dic  |
| 1986 |      |        |      |      | 1     | 2    | 3    | 3     | 4   | 5    | 6     | 7    |
| 1987 | 8    | 9      | 10   | 11   | 12    | 13   | 14   | 14    | 15  | 16   | 17    | 18   |
| 1988 | 19   | 20     | 21   | 22   | 23    | 24   | 25   | 25    | 26  | 27   | 28    | 29   |
| 1989 | 30   | 31     | 32   | 33   | 34    | 35   | 36   | 36    | 37  | 38   | 39    | 40   |
| 1990 | 41   | 42     | 43   | 44   | 45    | 46   | 47   | 47    | 48  | 49   | 50    | 51   |
| 1991 | 52   | 53     | 54   | 55   | 56    | 57   | 58   | 58    | 59  | 60   | 61    | 62   |
| 1992 | 63   | 64     | 65   | 66   | 67    | 68   | 69   | 69    | 70  | 71   | 72    | 73   |
| 1993 | 74   | 75     | 76   | 77   | 78    | 79   | 80   | 80    | 81  | 82   | 83    | 84   |
| -    |      |        |      |      |       |      |      |       |     |      |       |      |
| 1996 |      |        |      |      |       |      |      |       |     |      | 85    | 86   |
| 1997 | 87   | 88     | 89   | 90   | 91    | 92   | 93   | 93    | 94  | 95   | 96    | 97   |
| 1998 | 98   | 99     | 100  | 101  | 102   | 102  | 103  | 103   | 104 | 104  | 105   | 105  |
| 1999 | 106  | 106    |      |      |       |      |      |       |     |      |       |      |
| -    |      |        |      |      |       |      |      |       |     |      |       |      |
| 2002 |      |        |      |      | 85    |      |      |       |     |      |       |      |
| -    |      |        |      |      |       |      |      |       |     |      |       |      |
| 2021 |      |        |      |      | 1/86  |      |      |       |     | 2/87 |       | 3/88 |
| 2022 |      |        | 4/89 |      |       | 5/90 |      |       |     | 6/91 |       |      |
| 2023 | 7/92 |        |      | 8/93 |       |      | 9/94 |       |     |      | 10/95 |      |
| 2024 |      | 11/96  |      |      | 12/97 |      |      | 13/98 |     |      | 14/99 |      |
| 2025 |      | 15/100 |      |      |       |      |      |       |     |      |       |      |

I numeri del 1996-1999 uscirono su sito Web.

## Le medaglie d'oro
La redazione di Zzap! era solita (ma non sempre) premiare uno o più giochi recensiti con una "medaglia d'oro" in qualità di miglior gioco del mese. Questa usanza derivava dall'edizione inglese.
I giochi che ricevettero tale riconoscimento furono (tra parentesi il numero della rivista e la valutazione):
1986
- Alter Ego (1, 98%)
- Spellbound (2, 97%)
- Leaderboard (3, 97%)
- The Graphic Adventure Creator (5, 96%)
- World Games (6, 98%)
- The Sentinel (7, -)
- Boulder Dash Construction Kit (7, 97%)
- The Pawn (7, 96%)

1987
- Head over Heels (12, 97%)
- Spindizzy (12, 98%)
- Wizball (14, 98%)
- California Games (15, 97%)
- Bubble Bobble (16, 97%)
- Shoot'Em-Up Construction Kit (18, -)
- Buggy Boy (18, 97%)
- Nebulus (18, 97%)

1988
- Project Stealth Fighter (21, 96%)
- I, Ball II: The Quest for the Past (21, 90%)
- Zybex (21, 93%)
- Impossible Mission II (24, 96%)
- The Great Giana Sisters (25, 96%)
- Barbarian II: The Dungeon of Drax (26, 94%)
- Hawkeye (26, 96%)
- Armalyte (28, 97%)
- Sinbad and the Throne of the Falcon (28, 95%)
- Dance on a Volcano (28, 98%), simulatore amatoriale di gestione di eruzioni del Vesuvio, ricevette una medaglia simbolica per l'impegno sociale[15]. Non si conoscono copie superstiti del programma[16].
- Bombuzal (29, 97%)

1989
- Microprose Soccer (30, 95%)
- Thunderblade (30, 96%)
- Neuromancer (30, 97%)
- RoboCop (30, 92%)
- R-Type (30, 96%)
- Rainbow Islands (37, 95%)
- Batman: The Movie (39, 96%)
- The Untouchables (39, 97%)
- Turbo Out Run (40, 97%)

1990
- Ghouls 'n Ghosts (41, 96%)
- Zak McKracken and the Alien Mindbenders ed. italiana (41, 97%)
- Super Mario Bros. 2 (41, 96%)
- Turrican (44, 98%)
- Ferrari Formula One (44, 95%)
- Super Volleyball (45, 95%)
- Fighter Bomber (46, 98%)
- Golden Axe (50, 96%)
- Creatures (51, 96%)

1991
- Top Player's Golf (52, 97%)
- Riding Hero (52, 95%)
- Turrican II: The Final Fight (53, 96%)
- Welltris (53, 95%)
- Last Ninja 3 (54, 97%)
- Supreme Challenge, raccolta che include The Sentinel, Tetris, Starglider, Elite e ACE 2 (54, 96%)
- Parasol Stars (55, 98%)
- Baseball Stars Professional (56, 95%)
- The System 3 Premier Collection, raccolta che include Dominator, Flimbo's Quest, The Last Ninja, Last Ninja 2, International Karate e Myth (57, -)
- Spikey in Transylvania (59, 92%)
- Arcus Odyssey (59, 96%)
- The Untouchables, riedizione economica (60, 90%)

1992
- Hudson Hawk (63, 95%)
- Battle Command (63, 95%)
- Teenage Mutant Hero Turtles (63, 95%)
- Catalypse (66, 93%)
- Rick Dangerous (67, 93%)
- Elvira II: The Jaws of Cerberus (72, 99%)
- Blades of Steel (72, 92%)
- Microprose Soccer, riedizione economica (73, 94%)
- Lemmings (73, 95%)
- Burger Time Deluxe (73, 90%)
- Wave Race (73, 90%)

1993
- Flimbo's Quest (74, 95%)
- Emlyn Hughes International Soccer (74, 96%)
- Pro Tennis Tour (75, 93%)
- Pipe Mania (76, 90%)
- I Play 3D Tennis (77, 92%)
- Wrath of the Demon (78, 92%)
- Mega offerta CTO, tre al prezzo di uno: Budokan, Ski or Die e Starflight (79, -)
- Last Ninja 2 (79, 92%)
- Nobby the Aardvark (80, 94%)
- Rodland (80, 97%)
- Trolls (81, 90%)
- Alien³ (84, 90%)

Rivista online
- Magic: The Gathering (94%)
- MDK (94%)
- MechWarrior 2: Mercenaries (93%)
- Metal Slug (92%)
- Micro Machines V3 (97%)
- Moto Racer (92%)
- Pandemonium (92%)
- POD: Planet of Death (90%)
- Pro Pinball: Timeshock! (93%)
- Puzzle Bobble (90%)
- Return Fire (92%)
- Shivers (90%)
- Theme Hospital (93%)
- Time Warriors (90%)
- Total NBA '97 (92%)
- Turok: Dinosaur Hunter (94%)
- V-Rally (90%)
- Wendetta 2175 (90%)
- Wipeout (nessun voto)
- In aggiunta, è stata data la medaglia d'oro al pesce d'aprile del 1997 (Kasthamir: Fallen Religions)

Speciale 2002
- Enforcer (85, 95%)
- The Newcomer (85, 98%)

## Pesci d'aprile
Zzap! (contemporaneamente a The Games Machine) inaugurò tra le riviste italiane del settore la tradizione di inventarsi una falsa notizia legata al mondo dei videogiochi nel numero di aprile.
Sulla rivista cartacea
- 1989 – Zak McKracken 2: The Mindbenders Are Back - avventura grafica punta e clicca, seguito di Zak McKracken and the Alien Mindbenders[18]

Sulla rivista online
- 1997 - Kasthamir: Fallen Religions - gioco di ruolo fantasy con grafica renderizzata in stile Myst[19]
- 1998 - Mercenary IV - The Eleventh Planet - quarto episodio della saga spaziale di Mercenary, con trama ispirata al libro Il dodicesimo pianeta[20] e screenshot provenienti in realtà da un livello di Duke Nukem 3D creato dall'ideatore stesso del pesce d'aprile e dalla versione per PC (mai uscita) di Damocles[21]